# Grå silkesflugsnappare
Grå silkesflugsnappare (Ptiliogonys cinereus) är en fågel i tättingfamiljen silkesflugsnappare. Den förekommer i Centralamerika i Mexiko och Guatemala. 

## Utseende och läte
Grå silkesflugsnappare är en elegant, långstjärtad fågel med en kroppslängd på 18,5–21 cm. Den har en tydlig huvudtofs, ljus ögonring, bjärt gula undre stjärttäckare och blågrå (hane) till sotgrå (hona) fjäderdräkt i övrigt. Lätet återges i engelsk litteratur som ett ljudligt "tu whip, tu whip", med andra tonen ljusare och mer betonad. Även torra "chi-che-rup che-chep" och nasala "k-lik" kan höras, i flykten också ett skallrande ljud. Den dämpade sången består av en serie med tystlåtna visslingar, "chuck" och ljusa "seep”.

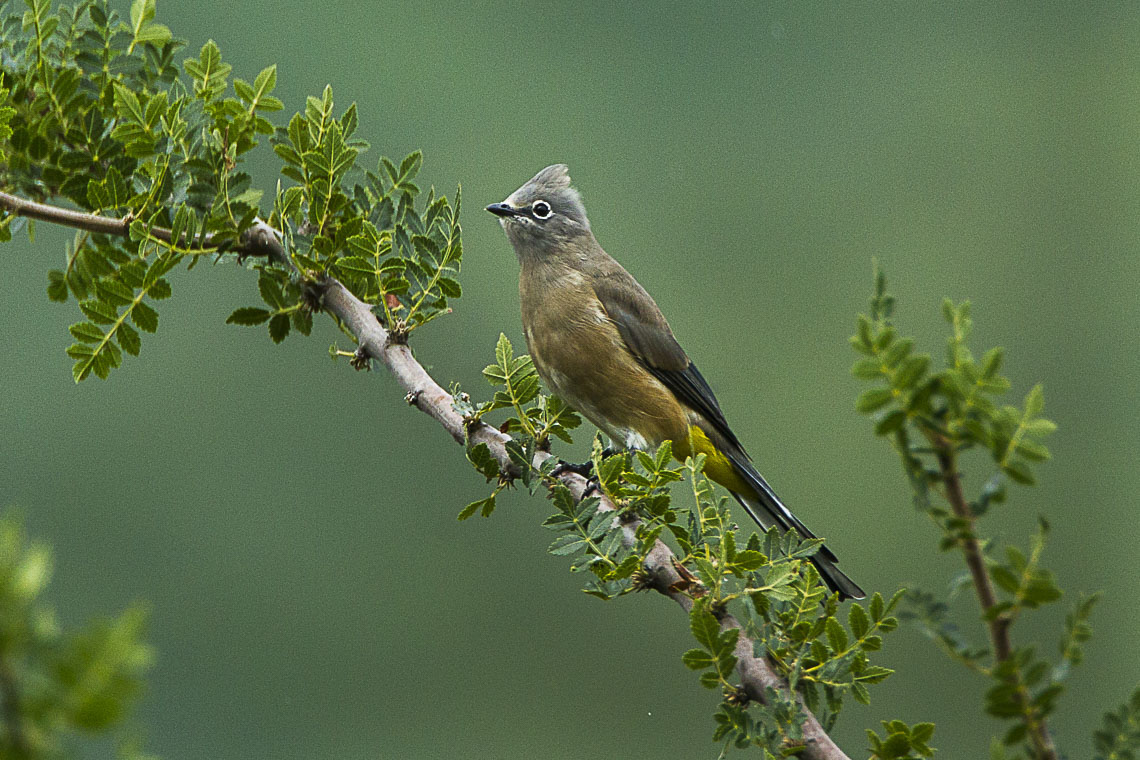

## Utbredning och systematik
Grå silkesflugsnappare delas in i fyra underarter med följande utbredning:
- Ptiliogonys cinereus cinereus – förekommer på höglandet i centrala och östra Mexiko
- Ptiliogonys cinereus otofuscus – förekommer i västra Sierra Madre i västra Mexiko
- Ptiliogonys cinereus pallescens – förekommer på höglandet i sydvästra Mexiko (östra Michoacán och Guerrero)
- Ptiliogonys cinereus molybdophanes - förekommer på höglandet i södra Mexiko (Chiapas) och västra Guatemala

## Levnadssätt
Grå silkesflugsnappare är en rätt vanlig men lokalt förekommande fågel i bergsbelägna skogar där den levar av både insekter och frukt. Den kan också ses i mer öppna områden så länge det finns spridda träd. Fågeln ses ofta sitta på exponerade utkiksplatser varifrån den gör utfall mot flygande insekter. Den ses också i flockar vid fruktbärande träd. I Mexiko har bobygge noterats i slutet av maj i Tamaulipas och bo med ungar i juni i Morelos. Det skålformade boet placerades nio meter upp i en ek.

## Status och hot
Arten har ett stort utbredningsområde och det finns inga tecken på vare sig några substantiella hot eller att populationen minskar. Utifrån dessa kriterier kategoriserar IUCN arten som livskraftig (LC).